# Breaking news
Breaking news er et begreb, der stammer fra amerikanske nyhedskanaler som f.eks. CNN. Begrebet dækker oprindeligt over nyheder, der bryder ind i den normale programflade og sendes direkte. Breaking news er ofte ledsaget af en særlig grafik eller logo, der understreger nyhedens vigtighed, og logoet kan igen være ledsaget af særlig dramatisk musik. På den måde virker breaking news ofte som lidt af en "seermagnet". 
Begrebet er siden hentet ind i det danske sprog, hvor det ofte i nyhedsformidling bruges om nyheder, der er meget store, opsigtsvækkende, dramatiske eller sensationelle. Det bruges også ofte i begrebets oprindelige betydning om nyheder, der er så store, at de bryder ind og rydder alt andet, men begrebet er blevet udvandet noget, og bruges ofte bare om alle store nyheder eller nyheder, der stadig er under udvikling.

## Eksempler
Terrorangrebet den 11. september 2001 medførte at stort set alle TV-kanaler valgte at afbryde programfladen pga. breaking news. Ligeledes skete det ved andre historiske begivenheder, som Berlinmurens fald.

### Udvanding af begrebet
Det er blevet påstået, at kravene til Breaking News er lavere på TV2 News end i andre medier: For eksempel blev anholdelsen af tre personer, der planlagde et mord på Kurt Westergaard bragt som Breaking News, mens den på andre TV-kanaler ikke forstyrrede den planlagte programflade.
Også planlagte begivenheder, som fx offentliggørelsen af kommisionsrapporter, bliver ofte bragt som Breaking News.

## Omvendt brug
I takt med, at begrebet har vundet indpas, er en ironisk eller sarkastisk brug af begrebet også blevet populær. Her bruges begrebet f.eks. om mindre eller ubetydelige nyheder, som nogen prøver at ophøje til noget stort og dramatisk.